# Nemanja Vico
Nemanja Vico (Kotor, 1994. november 19. – ) (szerb cirill átírással: Немања Вицо) Európa-bajnok szerb válogatott vízilabdázó, a Pallanuoto Trieste centere.

## Eredmények

### Klubcsapattal

#### Primorac Kotor
- Montenegrói bajnokság: Bronzérmes: 2010-11
- Montenegrói bajnokság: Bronzérmes: 2011-12

#### Partizan Beograd
- Szerb bajnokság: Aranyérmes: 2014-15, 2015-16,
- Szerb bajnokság: Bronzérmes: 2012-12, 2013-14

#### NO Vuliagménisz
- Görög bajnokság: Ezüstérmes: 2016-17

### Válogatottal

#### Szerbia
- Európa-bajnokság: Aranyérmes: Barcelona, 2018